# Louis de Brouchoven de Bergeyck
Graaf Louis Charles Joseph Marie de Brouchoven de Bergeyck (Antwerpen, 14 mei 1871 - 20 december 1938) was een Belgisch politicus voor de Katholieke Partij.

## Levensloop

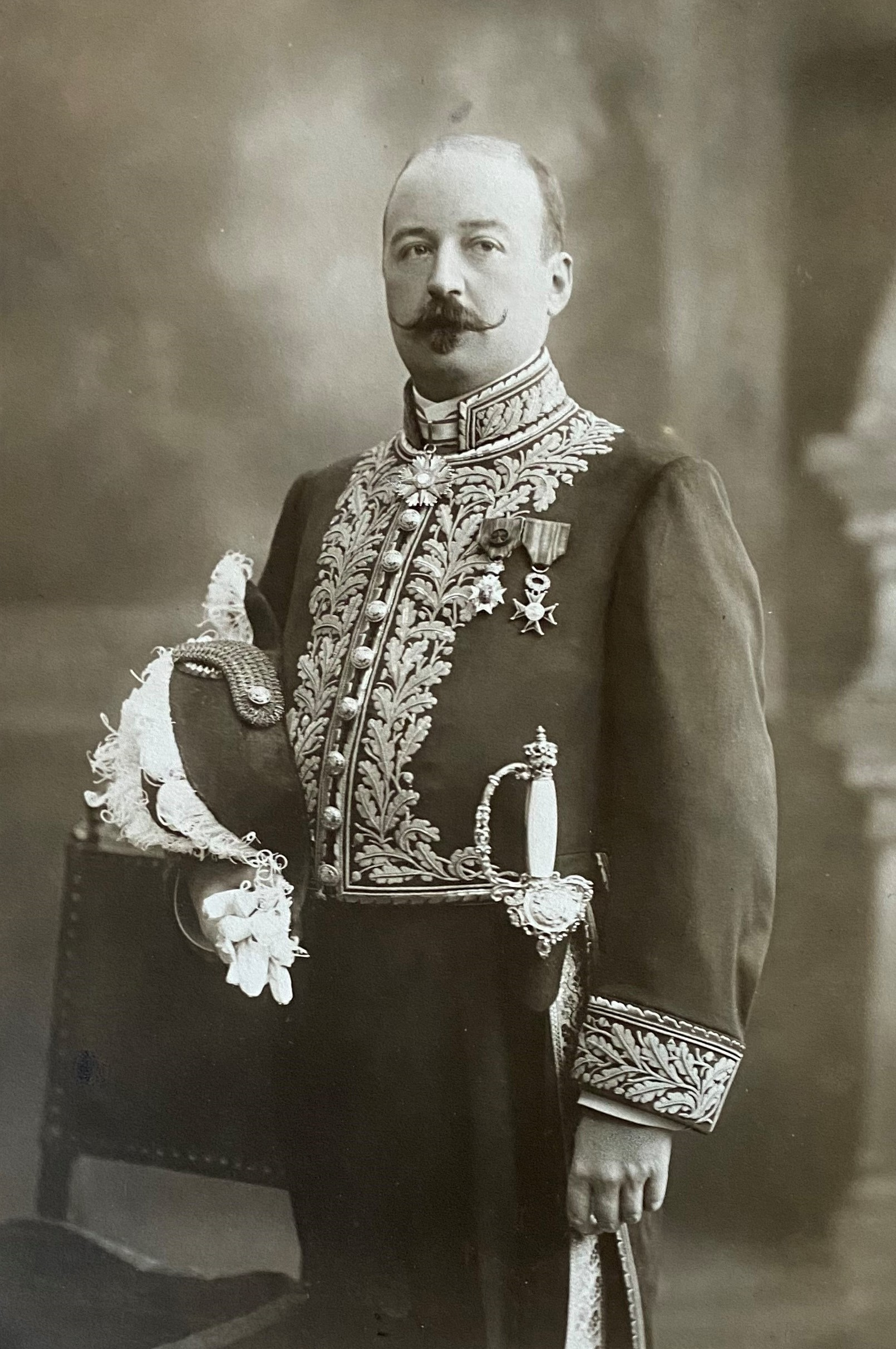

De Brouchoven was de oudste van de tien kinderen van graaf Florimond de Brouchoven de Bergeyck (1839-1908) en zijn volle nicht Alix de Brouchoven (1849-1880). Louis werd als niet-adellijke geboren, want het is pas in 1877 dat Florimond de adelserkenning verkreeg die zijn voorouders hadden nagelaten aan te vragen. In 1898 verkreeg hij bovendien de overdraagbaarheid van zijn titel van graaf op al zijn mannelijke nazaten. Florimond, schoonzoon en neef van Charles de Bergeyck, lid van het Nationaal Congres, werd senator voor Sint-Niklaas van 1884 tot aan zijn dood.
Louis de Brouchoven trouwde in 1894 met Marie-Louise Moretus Plantin (1873-1926) en hertrouwde in 1928 met Alix de Roest d'Alkemade (1876-1964). Uit zijn eerste huwelijk had hij niet minder dan dertien kinderen.
Louis de Bergeyck was doctor in de rechten. Op 12 november 1893 hield de Beverense harmonie Kunst en Vreugd een grote serenade voor het kasteel Cortewalle, na zijn laatste examen, dat hij met onderscheiding had afgelegd. In 1907 werd hij benoemd tot gouverneur van de provincie Antwerpen, ambt dat hij slechts korte tijd bekleedde.
In 1908 nam hij immers ontslag, om zijn overleden vader te kunnen opvolgen als politiek mandataris voor de Katholieke Partij in het arrondissement Sint-Niklaas. Hij zetelde in de Kamer van volksvertegenwoordigers van 1908 tot 1912 en in de Senaat van 1918 tot 1936.
De Bergeyck was commissaris van Crédit Anversois en van Banque belge des prêts fonciers. Hij was ook stichtend voorzitter van de kredietmaatschappij voor de bouw van werkmanswoningen Vlaamsche Heerd.
Louis de Brouchoven de Bergeyck was de laatste van de familie die in de nationale politiek actief was. Behoudens nog een paar burgemeesterschappen in landelijke gemeenten, opteerden de nazaten voor een carrière in de zakenwereld of in het leger. Hij had het kasteel Cortewalle aan een van zijn broers gelaten en verwierf 1910 een domein met kasteel Vrieselhof in de gemeente Oelegem. Het kasteel werd in de jaren zeventig verkocht maar de kleindochter van Louis de Bergeyck woont nog steeds op een deel van het domein dat nog altijd in familiaal bezit is.